# Chris Kläfford
Mikael Christoffer Kläfford Sjögren, mer känd som Chris Kläfford, född 10 april 1989 i Ramsbergs församling i Lindesbergs kommun, är en svensk sångare. Han vann musikprogrammet Idol 2017. Han avslutade tävlingen med låten "Imagine" som när den släpptes gick rakt in topp tio på Spotify och som idag den 8 september 2023 har streamats nästan trettioåtta miljoner gånger.
Han medverkade även i tävlingen 2010, 2011 och 2015 under sitt eget namn, Christoffer Sjögren, men gick då inte vidare till kvalveckan. Hans framträdande av John Lennons "Imagine" under slutauditions chorus line har fått över 8 miljoner visningar på youtube. Det är den video som har fått flest visningar någonsin på Idol Sveriges Youtube-kanal. År 2019 tävlade han i America's Got Talent där han tog sig vidare till livesändningen men åkte ut i semifinalen.

## Singlar
- "Treading Water" -  Platina 15 miljoner streams
- Imagine - Platina 12 miljoner streams
- "What Happened To Us" - Guld
- "Sober"
- "Sick"
- "Cold At The Altar"
- "Something Like Me"
- "If Not With You, For You"